# Liste der Ehrenbürger von Eisenach
Das Ehrenbürgerrecht ist die höchste Auszeichnung, die die Stadt Eisenach vergibt. Der Oberbürgermeister der Stadt verleiht es auf Beschluss des Stadtrates an Persönlichkeiten, die sich in hervorragender Weise um die Stadt verdient gemacht haben.
Die Auflistung erfolgt in chronologischer Reihenfolge der Verleihung.

## Die Ehrenbürger der Stadt Eisenach

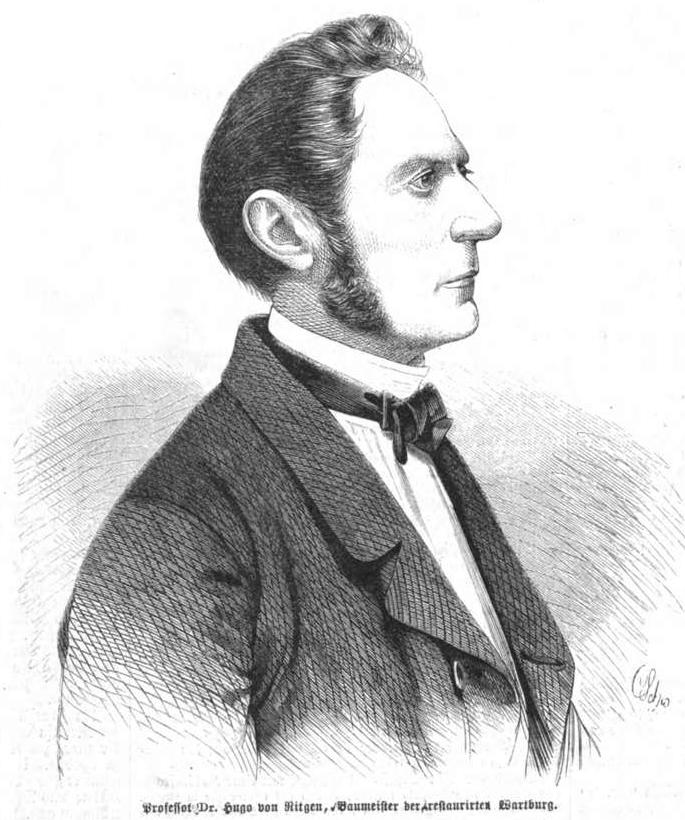
Hugo von Ritgen

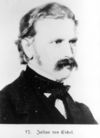
Julius von Eichel-Streiber

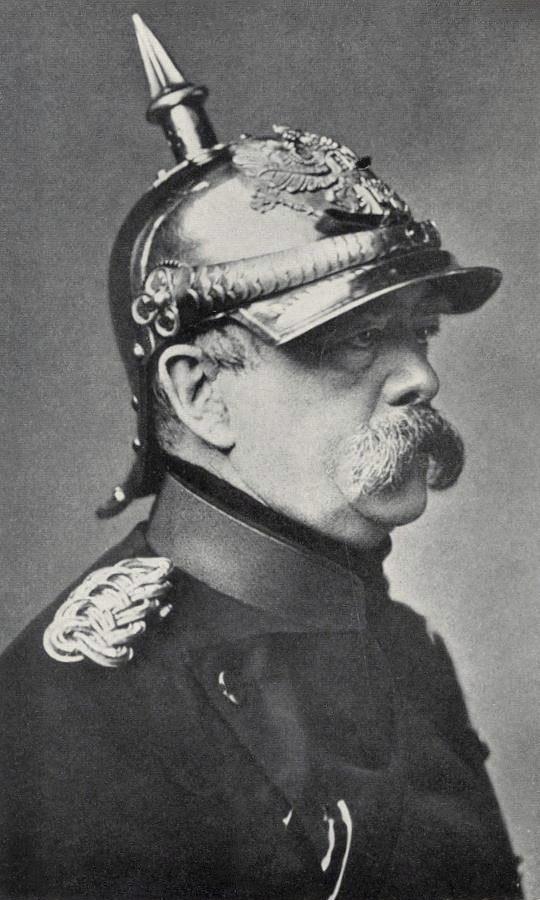
Otto von Bismarck

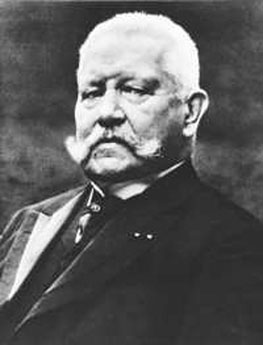
Paul von Hindenburg

Karl Hermann

1. Franz Maximilian Diez (1767–1851)
Hofrat und Oberpostkommissar der Stadt
Verleihung: 1837[1]
2. Christian Theodor Reußig (1767–1846)
Obermedizinalrat, Eisenacher Stadtphysikus
Verleihung: 1841[1]
3. Valentin Simon  (1792–1862)
Gründer und Major der Eisenacher Bürgerwehr
Verleihung: 1848[1]
4. Wilhelm Weißenborn (1803–1878)
Hofrat und Gymnasiallehrer, Mitglied der Frankfurter Nationalversammlung
Verleihung: 1849[1]
5. Helene, Herzogin von Orleans (1814–1858)
Wohltäterin
Verleihung: 1851[1]
6. Friedrich Wilhelm Heerwart (1787–1863)
Geheimer Justizrat, Vizepräsident des Appellationsgerichtes
Verleihung: 1858[1]
7. Hugo von Ritgen (1811–1889)
Hofbaurat, Restaurator der Wartburg
Verleihung: 1868[1]
8. Julius von Eichel-Streiber (1820–1905)
Rittergutsbesitzer, Fabrikant und Mäzen
Verleihung: 1878[1]
9. August Roese (1807–1891)
Eisenacher Oberbürgermeister, Straßenbenennung
Verleihung: 1884[1]
10. Carl Grebe (1816–1890)
Oberlandesforstmeister, Wirklicher Geheimer Rat,
Verleihung: 1890[1]
11. Eduard von Eichel-Streiber (1818–1896)
Rittergutsbesitzer, Fabrikant und Mäzen
Verleihung: 1893[1]
12. Otto von Bismarck (1815–1898)
Reichskanzler, anlässlich seines 70. Geburtstages, Straßenbenennung
Verleihung: 1895[1]
13. Paul von Hindenburg (1847–1934)
Generalfeldmarschall, späterer Reichspräsident, anlässlich seines 70. Geburtstages
Verleihung: 1917[1]
14. Adolf von Donndorf (1835–1916)
Bildhauer, für seine in Eisenach geschaffenen Denkmale
Verleihung: 1895[1]
15. Eduard Stöhr (1846–1928)
Geheimer Kommerzienrat, Industrieller, Wohltäter, Straßenbenennung
Verleihung: 1921[1]
16. Curt Elschner (1876–1963)
Kommerzienrat, Hotelier und Mäzen, stiftete der Stadt eine Gemäldegalerie und den Eulenspiegelbrunnen
Verleihung: 1926[1]
17. Fritz Janson (1885–1946)
Oberbürgermeister, erster Präsident der Wartburgstiftung
Verleihung: 1937[1]
18. Moritz Mitzenheim (1891–1977)
Landesbischof der Evangelisch-Lutherischen Landeskirche von Thüringen, Straßenbenennung
Verleihung: 1961[1]
19. Alfred Markwitz (1883–1965)
Antifaschist, Bürgermeister, Verdienste beim sozialistischen Aufbau, Straßenbenennung
Verleihung: 1963[1]
20. August Rudloff (1884–1966)
Verdienste beim sozialistischen Aufbau, Straßenbenennung
Verleihung: 1964[1]
21. Karl Hermann (1885–1973)
Oberbürgermeister, Verdienste beim sozialistischen Aufbau, Straßenbenennung, Ehrengrab (seit 2008)
Verleihung: 1966[1]
22. Avital Ben-Chorin (1923–2017)
in Eisenach geborene Holocaust-Überlebende, Verdienste um deutsch-jüdische Aussöhnung
Verleihung: 2012[2]

Die 1933 zentral an die NSDAP-Politiker Adolf Hitler, Wilhelm Frick und Fritz Sauckel verliehenen Ehrenbürgerschaften wurden per Gemeinderatsbeschluss am 5. Dezember 1946 wieder aberkannt.